# Cardonnette
Cardonnette és un municipi francès situat al departament del Somme i a la regió dels Alts de França. L'any 2007 tenia 427 habitants.

## Demografia

### Població

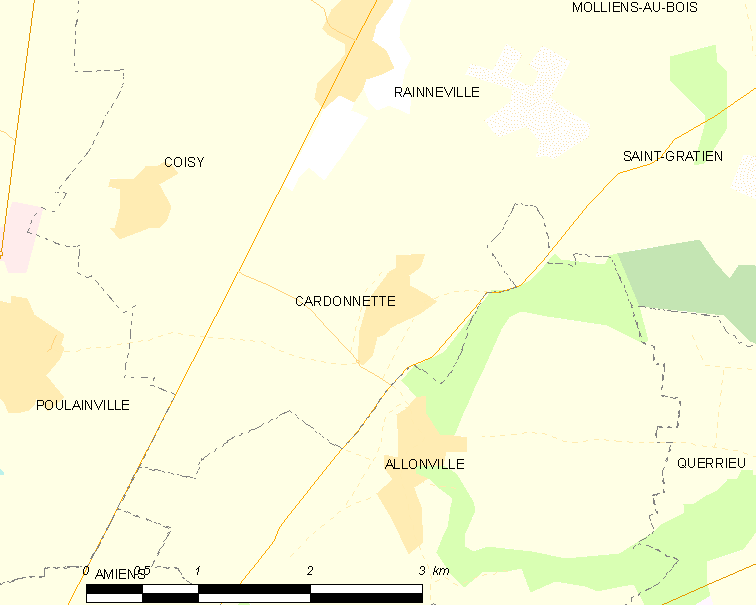

El 2007 la població de fet de Cardonnette era de 427 persones. Hi havia 172 famílies de les quals 24 eren unipersonals (4 homes vivint sols i 20 dones vivint soles), 64 parelles sense fills, 68 parelles amb fills i 16 famílies monoparentals amb fills.
La població ha evolucionat segons el següent gràfic:
Habitants censats

### Habitatges

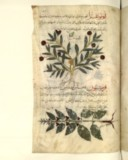

El 2007 hi havia 175 habitatges, 170 eren l'habitatge principal de la família, 1 era una segona residència i 4 estaven desocupats. 169 eren cases i 6 eren apartaments. Dels 170 habitatges principals, 158 estaven ocupats pels seus propietaris, 11 estaven llogats i ocupats pels llogaters i 1 estava cedit a títol gratuït; 2 tenien dues cambres, 21 en tenien tres, 44 en tenien quatre i 103 en tenien cinc o més. 146 habitatges disposaven pel capbaix d'una plaça de pàrquing. A 65 habitatges hi havia un automòbil i a 97 n'hi havia dos o més.

### Piràmide de població
La piràmide de població per edats i sexe el 2009 era:
| Homes | Edats   | Dones |
| ----- | ------- | ----- |
| 0     | 95 o +  | 0     |
| 0     | 90 a 94 | 0     |
| 0     | 85 a 89 | 0     |
| 0     | 80 a 84 | 0     |
| 4     | 75 a 79 | 8     |
| 0     | 70 a 74 | 8     |
| 20    | 65 a 69 | 8     |
| 12    | 60 a 64 | 12    |
| 20    | 55 a 59 | 20    |
| 24    | 50 a 54 | 28    |
| 4     | 45 a 49 | 8     |
| 20    | 40 a 44 | 24    |
| 12    | 35 a 39 | 20    |
| 24    | 30 a 34 | 8     |
| 4     | 25 a 29 | 12    |
| 12    | 20 a 24 | 12    |
| 12    | 15 a 19 | 16    |
| 8     | 10 a 14 | 16    |
| 20    | 5 a 9   | 12    |
| 8     | 0 a 4   | 8     |

## Economia
El 2007 la població en edat de treballar era de 308 persones, 198 eren actives i 110 eren inactives. De les 198 persones actives 189 estaven ocupades (95 homes i 94 dones) i 9 estaven aturades (5 homes i 4 dones). De les 110 persones inactives 50 estaven jubilades, 41 estaven estudiant i 19 estaven classificades com a «altres inactius».

### Ingressos
El 2009 a Cardonnette hi havia 181 unitats fiscals que integraven 465 persones, la mediana anual d'ingressos fiscals per persona era de 21.981 €.

### Activitats econòmiques
Dels 11 establiments que hi havia el 2007, 1 era d'una empresa de fabricació d'altres productes industrials, 1 d'una empresa de construcció, 2 d'empreses de comerç i reparació d'automòbils, 4 d'empreses de transport i 3 d'empreses immobiliàries.
L'únic servei als particulars que hi havia el 2009 era un guixaire pintor.
L'any 2000 a Cardonnette hi havia 6 explotacions agrícoles.

## Poblacions més properes
El següent diagrama mostra les poblacions més properes.